# Maskarada
Maskarada je deveti studijski album Cece Ražnatović. Izdao ga je PGP RTS u lipnju 1997. godine.
Album je prodan u nakladi od 124 000 primjeraka.

## Popis pjesama
| 1.    | »Maskarada«                | Marina Tucaković | Aleksandar Milić | 4:30 |
| 2.    | »Nevaljala«                | Marina Tucaković | Aleksandar Milić | 3:22 |
| 3.    | »Pogrešan broj«            | Marina Tucaković | Aleksandar Milić | 3:52 |
| 4.    | »Kažem da te volim«        | Jelena Galonić   | Zana             | 3:18 |
| 5.    | »Nagovori«                 | Marina Tucaković | Aleksandar Milić | 3:30 |
| 6.    | »Vreteno«                  | Marina Tucaković | Aleksandar Milić | 3:44 |
| 7.    | »Noćas kuća časti«         | Marina Tucaković | Aleksandar Milić | 4:06 |
| 8.    | »Da ne čuje zlo«           | Marina Tucaković | Aleksandar Milić | 3:28 |
| 9.    | »I bogati plaču«           | Marina Tucaković | Aleksandar Milić | 3:53 |
| 10.   | »Maskarada (Instrumental)« | /                | Aleksandar Milić | 3:53 |
| 36:18 |                            |                  |                  |      |

## Izdanja
| Regija         | Datum        | Izdavač | Format(i)  |
| -------------- | ------------ | ------- | ---------- |
| SR Jugoslavija | lipanj 1997. | PGP RTS | CD, kaseta |

## Suradnici
- Produkcija, aranžman, glazba: Aleksandar Milić
- Tekst: Marina Tucaković
- Prateći vokali: Ana Bekuta, Branko Marković, Svetlana Ražnatović, Gordana Tržan, Jelena Galonić, Mira Škorić, Zoran Tutunović
- Klarinet: Boki Milošević
- Truba: Bokan Stanković
- Klavijatura: Vladimir Maraš
- Gitara: Vladan Vučković
- Ton-majstor: Branko Marković
- Udaraljke: Ognjen Radivojević
- Konsultant: Đorđe Janković
- Remix: Rade Ercegovac
- Fotografije: Dejan Milićević

## Glazbeni spotovi
- 2. »Nevaljala«